# George Ogăraru
George Ogăraru (n. 3 februarie 1980, București) este un fotbalist român retras din activitate, care a jucat în trecut pentru FC Steaua București. În prezent este coordonator al centrului de copii și juniori al CSA Steaua București.
Copilăria și-a petrecut-o, în satul Grămești. La 6 ani se întoarce în București, pentru a începe școala, iar la 9 ani, mai exact pe 11 octombrie 1989 merge la selecția organizată de clubul Steaua București. Este ochit de Radu Troi, antrenorul care îi prevede un viitor mare, făcând trimitere la condiția materială modestă a părinților săi. A făcut liceul la "Mircea Eliade", unde face cunoștință cu antrenorul Ioan Toma și participă la Cupa Liceelor, prima sa competiție cu public.
Înainte de a se alătura lui Sion, în vara anului 2010, Ogăraru a jucat pentru Steaua București între anii 1998–2000 și din nou între 2002 și 2006, dar și pentru CSM Reșița între 2000 și 2001 și Oțelul Galați între 2001 și 2002 unde a fost împrumutat de la Steaua, iar în străinătate a evoluat la Ajax Amsterdam între 2006 și 2010.
La 17 ani are ocazia să se transfere în Italia, la Sangiovanesse, însă cei de la Steaua nu sunt de acord, pentru ca peste un an să semneze primul său contract de profesionist. Ogăraru a debutat în prima echipă a Stelei într-un meci cu Olimpia Satu Mare, în 1998, sub comanda lui Emeric Jenei și Mihai Stoichiță. Odatã cu venirea lui Victor Pițurcă la conducerea Stelei în anul 2000 este împrumutat la CSM Reșița, iar apoi în 2001 la Oțelul Galați, unde fusese cerut de Mihai Stoica. Sezonul de la Oțelul Galați a fost unul foarte reușit pentru George, echipa reușind, sub comanda lui Marius Lăcătuș să se lupte cu șanse reale la unul dintre primele locuri și încheind pe locul 5. Evoluțiile de la Galați îl readuc pe Ogăraru la Steaua, unde începe să se impună în prima echipă, după ce începuse ca rezervă a lui Florentin Dumitru.
Odată devenit titular cert, sub comanda lui Walter Zenga, Ogăraru are evoluții din ce în ce mai apreciate, impresionând mai ales în cupa UEFA, evoluții ce atrag atenția celor de la Ajax Amsterdam. Tot datorită evoluțiilor sale este convocat la prima reprezentativă, debutând ca titular pe 26 martie 2005, împotriva Țărilor de Jos, meci pierdut în Giulești cu 2-0 de România. Timp de doi ani, acest meci a rămas și singurul sub tricolor al lui George.
Pe 29 martie 2006 a primit Medalia „Meritul Sportiv” clasa a II-a cu o baretă din partea președintelui României de atunci, Traian Băsescu, pentru că a făcut parte din lotul echipei FC Steaua București care obținuse până la acea dată calificarea în sferturile Cupei UEFA 2005-2006. În martie 2008 a primit Medalia „Meritul Sportiv” clasa a II-a cu 2 barete, tot din partea președintelui României Traian Băsescu, deoarece a făcut parte din reprezentativa României care a obținut calificarea la Campionatul European din 2008.
În vara anului 2006 aduce transferul lui George Ogăraru la Ajax Amsterdam, care a plătit 3,3 milioane de dolari pentru semnătura lui Ogăraru, materializând unul dintre cele mai costisitoare transferuri de la un club românesc de fotbal. Debutează pe 13 august 2006 în Supercupa Țărilor de Jos, câștigând astfel și primul trofeu din Țările de Jos, împotriva celor de la PSV Eindhoven. Evoluează constant la echipa de club, generând un conflict în țară, unde Victor Pițurcă refuza să-l convoace la echipa națională în ciuda presiunii fanilor și a mass-mediei, preferând să meargă pe mâna lui Cosmin Contra, Valentin Bădoi și Petre Marin. Cu toate acestea, revenirea sa în prima reprezentativă se produce în 2007, împotriva aceleiași naționale a Țărilor de Jos, pentru ca apoi să fie convocat constant la celelalte meciuri ale României, contribuind astfel la calificarea echipei la Euro 2008. În septembrie 2008, după doi ani de contract cu Ajax, Ogăraru a fost împrumutat înapoi clubului Steaua pentru un an și jumătate pentru suma de 275.000 de euro. In anul 2009 se întoarce la Ajax Amsterdam pentru ultimul an de contract cu “lăncierii”. În vara anului 2010 George Ogăraru semnează un contract valabil pentru 2 ani de zile cu formația F. C. Sion din prima ligă Elvețiană. Cu această echipă reușește să câștige Cupa Elveției. În anul 2012, după o scurtă aventură în MLS , la Seattle Sounders, George decide să încheie cariera de fotbalist și să o înceapă pe cea de antrenor, profitând de propunerea clubului Ajax Amsterdam care i-a propus un stagiu de pregătire de 1 an la Jong Ajax , alături de antrenorul olandez Alfons Groenendijk. În anul 2014, George Ogăraru își începe cariera de antrenor principal la Universitatea Cluj, în prima ligă din România, unde îl are ca antrenor secund chiar pe olandezul Alfons Groenendijk. După o experiență mai puțin plăcută se întoarce ca antrenor principal la Ajax U 18 în ianuarie 2017. Ajax îl promovează un an mai târziu la Jong Ajax , echipa secundă a marelui club olandez. Aici face echipă cu Marcel Keizer și John Heitinga.
În anul 2019, Gheorghe Hagi reușește să îl convingă pe George Ogararu să se alăture proiectului F. C. Viitorul și îl investește în funcția de Director de Scouting și Relații Internaționale.
Ca jucător , George Ogăraru este cunoscut pentru aruncările lungi de la margine.
Ca om, George este cunoscut ca fiind un familist convins , având 6 copii dar și pentru numeroasele campanii de ajutorare a copiilor bolnavi și orfani sau prietenia cu Mihai Neșu, fostul coleg de la Steaua București , paralizat în urma unui accident pe terenul de antrenament.

## Statistici
Ogăraru a jucat 105 de partide în Liga I, marcând 3 goluri și 45 de partide în Liga a II-a, înscriind de două ori.
| Sezon   | Club             | Competiție         | Meciuri | Goluri |
| ------- | ---------------- | ------------------ | ------- | ------ |
| 1998/99 | Steaua București | Divizia A          | 4       | 0      |
| 1999/00 | Steaua București | Divizia A          | 3       | 0      |
| 2000/01 | CSM Reșița       | Divizia B          | 25      | 1      |
| 2001/02 | Oțelul Galați    | Divizia A          | 20      | 1      |
| 2002/03 | Steaua București | Divizia A          | 17      | 0      |
| 2003/04 | Steaua București | Divizia A          | 14      | 0      |
| 2004/05 | Steaua București | Divizia A          | 27      | 2      |
| 2005/06 | Steaua București | Divizia A          | 28      | 1      |
| 2006/07 | Ajax             | Eredivisie         | 28      | 0      |
| 2007/08 | Ajax             | Eredivisie         | 16      | 0      |
| 2008/09 | Steaua București | Liga I             | 20      | 0      |
| 2009/10 | Ajax             | Eredivisie         | 0       | 0      |
| 2010/11 | Sion             | Swiss Super League | 28      | 2      |
| 2011/12 | Sion             | Swiss Super League | 3       | 0      |
| Total   | Total            | Total              | 230     | 7      |

## Titluri
| Season    | Club             | Title                    |
| --------- | ---------------- | ------------------------ |
| 1998–1999 | Steaua București | Cupa României            |
| 2004–2005 | Steaua București | Divizia A                |
| 2005–2006 | Steaua București | Liga I                   |
| 2006–2007 | AFC Ajax         | Supercupa Țărilor de Jos |
| 2006–2007 | AFC Ajax         | Cupa Țărilor de Jos      |
| 2007–2008 | AFC Ajax         | Supercupa Țărilor de Jos |
| 2010–2011 | FC Sion          | Cupa Elveției            |